# خبرگزاری امارات
خبرگزاری امارات (انگلیسی: Emirates News Agency) (مخفف انگلیسی: WAM) و مخفف فارسی و عربی (وام)، خبرگزاری رسمی دولت امارات متحده عربی است.
این خبرگزاری در نوامبر ۱۹۷۶ تأسیس شد و در جون ۱۹۷۷ با انتشار اخبار به زبان عربی رسماً وارد عرصه اطلاع‌رسانی شد.
این خبرگزاری عضو اتحادیه خبرگزاری‌های کشورهای عرب (فانا) است.

#### زبان عبری
این خبرگزاری در ششم آوریل ۲۰۲۱ سرویس زبان عبری خود را به عنوان نوزدهمین زبان راه اندازی کرد که در میان خبرگزاری‌های عربی تا حدی نامعمول است و چنانچه این خبرگزاری اعلام کرده این اقدام به دلیل آغاز روابط امارات با اسرائیل و در جهت تقویت آن بوده‌است.